# Discografia di Timbaland
Questa è la discografia del produttore discografico e rapper statunitense Timbaland.

## Album
| Anno | Album | Classifica | Classifica | Classifica | Classifica | Classifica | Classifica | Classifica | Classifica | Classifica | Classifica | Classifica | Certificazioni                                                |
| Anno | Album | US         | AUS        | AUT        | CAN        | GER        | IRE        | ITA        | NL         | NZ         | SWI        | UK         | Certificazioni                                                |
| ---- | --- | ---------- | ---------- | ---------- | ---------- | ---------- | ---------- | ---------- | ---------- | ---------- | ---------- | ---------- | ------------------------------------------------------------- |
| 1998 | Tim's Bio: Life from da Bassment - First studio album - Data di pubblicazione: November 24, 1998 - Etichetta: Blackground/Atlantic Records | 41         | —          | —          | —          | —          | —          | —          | —          | —          | —          | —          |                                                               |
| 2007 | Shock Value - Second studio album - Data di pubblicazione: April 3, 2007 - Etichetta: Blackground/Mosley Music Group                       | 5          | 1          | 1          | 2          | 5          | 1          | 13         | 9          | 4          | 5          | 2          | - US: Platino - AUS: 3× Platino - CAN: Platino - ITA: Platino |
| 2009 | Shock Value II - Third studio album - Data di pubblicazione: December 4, 2009 - Etichetta: Blackground/Mosley Music Group                  | 36         | 35         | 23         | 16         | 15         | 25         | 56         | 37         | 36         | 5          | 25         | - GER: Platino - SWI: Platino                                 |

## Singoli
| Anno | Titolo                                                       | Classifica | Classifica | Classifica | Classifica | Classifica | Classifica | Classifica | Classifica | Classifica | Classifica | Classifica | Album                            |
| Anno | Titolo                                                       | US         | AUS        | CAN        | FRA        | GER        | IRE        | NED        | POR        | NZ         | UK         | EU         | Album                            |
| ---- | ------------------------------------------------------------ | ---------- | ---------- | ---------- | ---------- | ---------- | ---------- | ---------- | ---------- | ---------- | ---------- | ---------- | -------------------------------- |
| 1998 | Here We Come (feat. Magoo, Missy Elliott and Darryl Pearson) | 92         | —          | —          | —          | —          | —          | 29         | —          | —          | 43         | —          | Tim's Bio: Life from da Bassment |
| 1998 | Lobster and Shrimp (feat. Jay-Z)                             | —          | —          | —          | —          | —          | —          | —          | —          | —          | 48         | —          | Tim's Bio: Life from da Bassment |
| 2007 | Give It to Me (feat. Justin Timberlake and Nelly Furtado)    | 1          | 16         | 1          | 7          | 3          | 2          | 7          | 3          | 2          | 1          | 1          | Shock Value                      |
| 2007 | The Way I Are (feat. Keri Hilson and D.O.E.)                 | 3          | 1          | 1          | 2          | 5          | 1          | 3          | 8          | 2          | 1          | 1          | Shock Value                      |
| 2007 | Throw It on Me (feat. The Hives)                             | —          | 50         | —          | —          | —          | —          | —          | —          | —          | —          | —          | Shock Value                      |
| 2007 | Apologize (feat. OneRepublic)                                | 2          | 1          | 1          | 1          | 1          | 2          | 1          | 1          | 1          | 3          | 1          | Shock Value                      |
| 2007 | Scream (feat. Keri Hilson and Nicole Scherzinger)            | —          | 20         | 41         | —          | 9          | 10         | 13         | —          | 9          | 12         | 18         | Shock Value                      |
| 2009 | Morning After Dark (feat. Nelly Furtado and SoShy)           | 61         | 19         | 8          | 13         | 6          | 11         | 21         | 18         | —          | 6          | 8          | Shock Value II                   |
| 2009 | Say Something (feat. Drake)                                  | 23         | —          | —          | —          | —          | —          | —          | —          | —          | —          | —          | Shock Value II                   |
| 2009 | Carry Out (feat. Justin Timberlake)                          | 11         | 58         | 7          | —          | 42         | 3          | 19         | —          | 15         | 6          | 22         | Shock Value II                   |
| 2010 | If We Ever Meet Again (feat. Katy Perry)                     | 37         | 9          | 4          | 5          | 9          | 3          | 11         | 7          | 1          | 3          | 10         | Shock Value II                   |
| 2010 | Marchin On (feat. OneRepublic)                               | —          | —          | —          | —          | 6          | —          | —          | —          | 23         | —          | —          | Shock Value II                   |
| 2011 | Pass at Me (feat. Pitbull and David Guetta)                  | 104        | 61         | —          | 100        | 27         | 37         | —          | —          | —          | 40         | —          | Shock Value III                  |
| 2012 | Break Ya Back (feat. Dev)                                    | —          | —          | —          | —          | —          | —          | —          | —          | —          | —          | —          | Shock Value III                  |
| 2012 | Hands in the Air (feat. Ne-Yo)                               | 102        | 56         | 88         | —          | 37         | —          | —          | —          | —          | —          | —          | Step Up Revolution Soundtrack    |

### Singoli in collaborazione
| Anno | Titolo                                                                         | Classifica | Classifica | Classifica | Classifica | Classifica | Classifica | Album                     |
| Anno | Titolo                                                                         | US         | US R&B     | US RAP     | AUS        | CAN        | UK         | Album                     |
| ---- | ------------------------------------------------------------------------------ | ---------- | ---------- | ---------- | ---------- | ---------- | ---------- | ------------------------- |
| 1998 | Get on the Bus (Destiny's Child feat. Timbaland)[C]                            | —          | 63         | —          | —          | —          | 15         | The Writing's on the Wall |
| 2001 | We Need a Resolution (Aaliyah feat. Timbaland)                                 | 59         | 15         | —          | 44         | 26         | 20         | Aaliyah                   |
| 2001 | Ugly (Bubba Sparxxx feat. Timbaland)                                           | 15         | 6          | 6          | —          | —          | 7          | Dark Days, Bright Nights  |
| 2006 | Promiscuous (Nelly Furtado feat. Timbaland)                                    | 1          | 22         | —          | 2          | 1          | 3          | Loose                     |
| 2006 | Wait a Minute (The Pussycat Dolls feat. Timbaland)                             | 28         | —          | —          | 16         | 26         | 108        | PCD                       |
| 2007 | Ice Box (Omarion feat. Timbaland)                                              | 12         | 5          | —          | 36         | —          | 14         | 21                        |
| 2007 | Anonymous (Bobby Valentino feat. Timbaland)                                    | 49         | 17         | —          | —          | —          | 25         | Special Occasion          |
| 2007 | Ayo Technology (50 Cent feat. Justin Timberlake and Timbaland)                 | 5          | 41         | 10         | 10         | 12         | 2          | Curtis                    |
| 2008 | Elevator (Flo Rida feat. Timbaland)                                            | 16         | 52         | 10         | 14         | 10         | 20         | Mail on Sunday            |
| 2008 | Dangerous (M. Pokora feat. Timbaland and Sebastian)                            | —          | —          | —          | —          | —          | —          | MP3                       |
| 2008 | Return the Favor (Keri Hilson feat. Timbaland)                                 | —          | 69         | —          | 80         | —          | 19         | In a Perfect World...     |
| 2008 | Long Gone (Chris Cornell feat. Timbaland)                                      | —          | —          | —          | —          | —          | —          | Scream                    |
| 2008 | Scream (Chris Cornell feat. Timbaland)                                         | 110        | —          | —          | —          | —          | —          | Scream                    |
| 2009 | Give It Up to Me (Shakira feat. Lil Wayne and Timbaland)                       | 29         | -          | -          | 35         | 32         | -          | She Wolf                  |
| 2010 | Get Involved (Ginuwine feat. Timbaland and Missy Elliott)                      | -          | -          | -          | -          | -          | -          | A Man's Thoughts          |
| 2010 | Getaway (Michelle Branch feat. Timbaland)                                      | -          | -          | -          | -          | -          | -          |                           |
| 2011 | Fascinated (FreeSol feat. Justin Timberlake and Timbaland)                     | -          | -          | -          | -          | -          | -          | No Rules                  |
| 2012 | Amnesia (Ian Carey and Rosette feat. Timbaland and Brasco)                     | -          | -          | -          | -          | -          | -          |                           |
| 2012 | Not All About The Money (Timati feat. Timbaland, Grooya, La La Land and Max C) | -          | -          | -          | -          | -          | -          | SWAGG                     |

|If I Want You (ft. Total Drama Sisters, Pitbull e Eminem) (2012)

## Video musicali
| Anno | Titolo                | Featuring                               | Direttore                  |
| ---- | --------------------- | --------------------------------------- | -------------------------- |
| 1998 | Here We Come          | Magoo, Missy Elliott and Darryl Pearson |                            |
| 1998 | Lobster and Shrimp    | Jay-Z                                   |                            |
| 2007 | Give It to Me         | Nelly Furtado & Justin Timberlake       | Paul "Coy" Allen           |
| 2007 | Throw It on Me        | The Hives                               | Justin Francis             |
| 2007 | The Way I Are         | Keri Hilson & D.O.E.                    | Shane Drake                |
| 2007 | Apologize             | OneRepublic                             | Robert Hales               |
| 2008 | Scream                | Keri Hilson & Nicole Scherzinger        | Justin Francis             |
| 2009 | Morning After Dark    | Nelly Furtado & SoShy                   | Paul "Coy" Allen           |
| 2009 | Say Something         | Drake                                   | Paul "Coy" Allen           |
| 2010 | If We Ever Meet Again | Katy Perry                              | Paul "Coy" Allen           |
| 2010 | Carry Out             | Justin Timberlake                       | Bryan Barber               |
| 2011 | Pass at Me            | Pitbull                                 | Aaron Platt e Joseph Toman |
| 2012 | Hands in the Air      | Ne-Yo                                   |                            |

### Video in collaborazione
| Year | Song                    | Artist          | Director         |
| ---- | ----------------------- | --------------- | ---------------- |
| 1998 | Are You That Somebody?  | Aaliyah         | Mark Gerard      |
| 2001 | We Need a Resolution    | Aaliyah         | Paul Hunter      |
| 2006 | Promiscuous             | Nelly Furtado   | Little X         |
| 2006 | Say It Right            | Nelly Furtado   | Rankin & Chris   |
| 2006 | Wait a Minute           | Pussycat Dolls  | Marc Webb        |
| 2006 | Ice Box                 | Omarion         | Anthony Mandler  |
| 2007 | Ayo Technology          | 50 Cent         | Joseph Kahn      |
| 2007 | Elevator                | Flo Rida        | Gil Green        |
| 2008 | 4 Minutes               | Madonna         | Jonas & François |
| 2008 | Return the Favor        | Keri Hilson     | Melina Matsoukas |
| 2010 | Get Involved            | Ginuwine        |                  |
| 2010 | Getaway                 | Michelle Branch |                  |
| 2011 | Fascinated              | FreeSol         |                  |
| 2012 | Amnesia                 | Ian Carey       |                  |
| 2012 | Not All About The Money | Timati          | Pavel Hoodyakov  |